# Therioplectes gigas
Therioplectes gigas är en tvåvingeart som först beskrevs av Herbst 1787.  Therioplectes gigas ingår i släktet Therioplectes och familjen bromsar. Inga underarter finns listade i Catalogue of Life.